# Terremoto de Oaxaca de 1999
El terremoto de Oaxaca de 1999, o conocido también como el terremoto de Puerto Ángel de 1999, fue un movimiento telúrico que azotó al Estado de Oaxaca el 30 de septiembre de 1999. Causó grandes daños en el estado y dejó un saldo de 50 muertos, 2 de ellos en Puerto Escondido, el sismo tuvo como epicentro la ciudad de Puerto Ángel. El terremoto pudo percibirse también el Estado de Veracruz, principalmente en la zona centro, y en la Ciudad de México.

## Consecuencias
El 30 de septiembre de 1999, a las 11:31:15 a. m. la ciudad de Puerto Ángel fue azotada por un sismo de magnitud de momento Mw. 7.5. El sismo dejó grandes daños  que alcanzaron más de 250 millones de pesos en todo el estado, afectó más de 600 poblaciones, miles de viviendas, escuelas, así como iglesias, siendo uno de los sismos más costosos en la historia de Oaxaca.